# Société du chemin de fer de Vézelise à Mirecourt

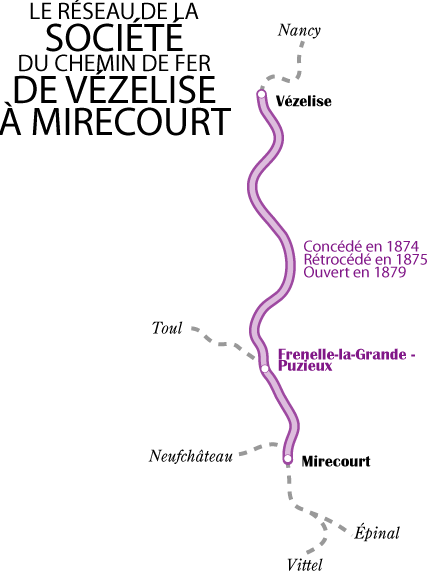
Carte du réseau de la société

La Société du chemin de fer de Vézelise à Mirecourt est une compagnie ferroviaire de la  deuxième moitié du XIXe siècle, rétrocessionnaire de la ligne d'intérêt local de Vézelise à Mirecourt, concédée en 1874 à MM. Tourtel et Lenglet.

## Ligne concédée
- en 1874, la ligne de Vézelise à Mirecourt (25 km).

## Histoire
La construction de la ligne fut commencée par la Société de Vézelise à Mirecourt. Cependant, dès 1875, la ligne fut rétrocédée à la Compagnie des chemins de fer de l'Est, tout comme la section de Nancy à Vézelise, jusque-là concédée à la Compagnie des chemins de fer de Nancy à Vézelise. La Compagnie de l'Est achève la construction de la ligne, qui ouvre en 1879.